# Charles Cullen
Charles Edmund Cullen (22 de febrero de 1960) es un asesino en serie estadounidense que asesinó al menos a 29 pacientes durante el curso de su carrera durante 16 años como enfermero en Nueva Jersey. Sin embargo, en distintas entrevistas con la policía, psiquiatras y periodistas, dejó caer que había asesinado a muchas más personas, de quienes no podía recordar con exactitud sus nombres, pero sí los detalles de los crímenes. Durante los años activos como enfermero, trabajó en más de 9 hospitales de los Estados Unidos. Los expertos estiman que Cullen podría haber cometido al menos 400 asesinatos aproximadamente, lo que lo convertiría en el asesino en serie más prolífico de la historia.
Charles Cullen está cumpliendo una condena de 18 cadenas perpetua consecutivas en la prisión estatal de Nueva Jersey, por lo que morirá en la cárcel, puesto que su libertad condicional quedó establecida para el año 2403.

## Vida personal
Charles Cullen nació en West Orange, Nueva Jersey, en el seno de una familia católica irlandesa y de clase trabajadora, y es el último de 8 hijos. Su padre, Edmond, un chófer de autobús, tenía 56 años cuando Charles nació, y murió el 17 de septiembre de 1960 cuando Charles tenía solo 7 meses de edad. Cullen calificaría su infancia de "infeliz" y dijo haber sido maltratado constantemente por los novios de sus hermanas y por sus compañeros de clase. A los nueve años, cometió el primer intento de suicidio tras beber productos tóxicos de un set de química. Años después, mientras trabajaba como enfermero, contó haber fantaseado con la idea de robar fármacos del hospital donde trabajaba y usarlos para quitarse la vida.
La madre de Cullen, Florence Cullen (Ward) murió en un accidente de tráfico el 6 de diciembre de 1977 a la edad de 60 años, cuando Charles cursaba su último año de educación secundaria. Recuerda la muerte de su madre como una experiencia "terrible", y dice haberse enfadado porque el hospital no quiso entregarle el cuerpo de su madre, que fue incinerado. Al año siguiente, Charles dejó la secundaria y se alistó en la Marina de los Estados Unidos, donde sirvió a bordo del submarino USS Woodrow Wilson. Logró pasar con éxito las pruebas físicas y los rigurosos exámenes psicológicos requeridos para ser parte de la tripulación del submarino, quienes tenían pensado permanecer sumergidos más de dos largos meses.
Cullen ascendió hasta el rango de contramaestre de segunda clase como miembro del equipo a cargo de los misiles Poseidon del submarino. Pese a ello, no pudo amoldarse debidamente en la Marina y fue objeto de novatadas y humillación por parte de sus compañeros. Tras un año de servicio, su oficial contramaestre le pilló sentado en la sala de control de los misiles, vestido con una máscara quirúrgica, guantes y delantal, en lugar de su uniforme. Cullen fue disciplinado por ello, pero nunca explicó con claridad por qué estaba vestido de tal guisa. La Marina tomó la decisión de reasignar a Cullen a un trabajo de menos responsabilidad en la nave de carga USS Canopus. Intentó suicidarse nuevamente y fue remitido al pabellón de psiquiatría de la Marina varias veces en años posteriores.
A Cullen le dieron baja médica de la Marina en 1984 por razones que se desconocen. Poco tiempo después, se matriculó en la Escuela de Enfermería de Mountainside, en Montclair, Nueva Jersey. Elegido presidente de su clase de Enfermería, se graduó en 1986 y comenzó a trabajar en la unidad de quemados en el Centro Médico de San Bernabé, en Livingston.
Durante este tiempo, conoció y contrajo matrimonio con Adrianne Baum. Su hija, Shauna, nació a finales de ese año. La esposa de Cullen se sentía cada vez más perturbada por su conducta extraña y los abusos a los que sometía a los perros de la familia.

## Asesinatos

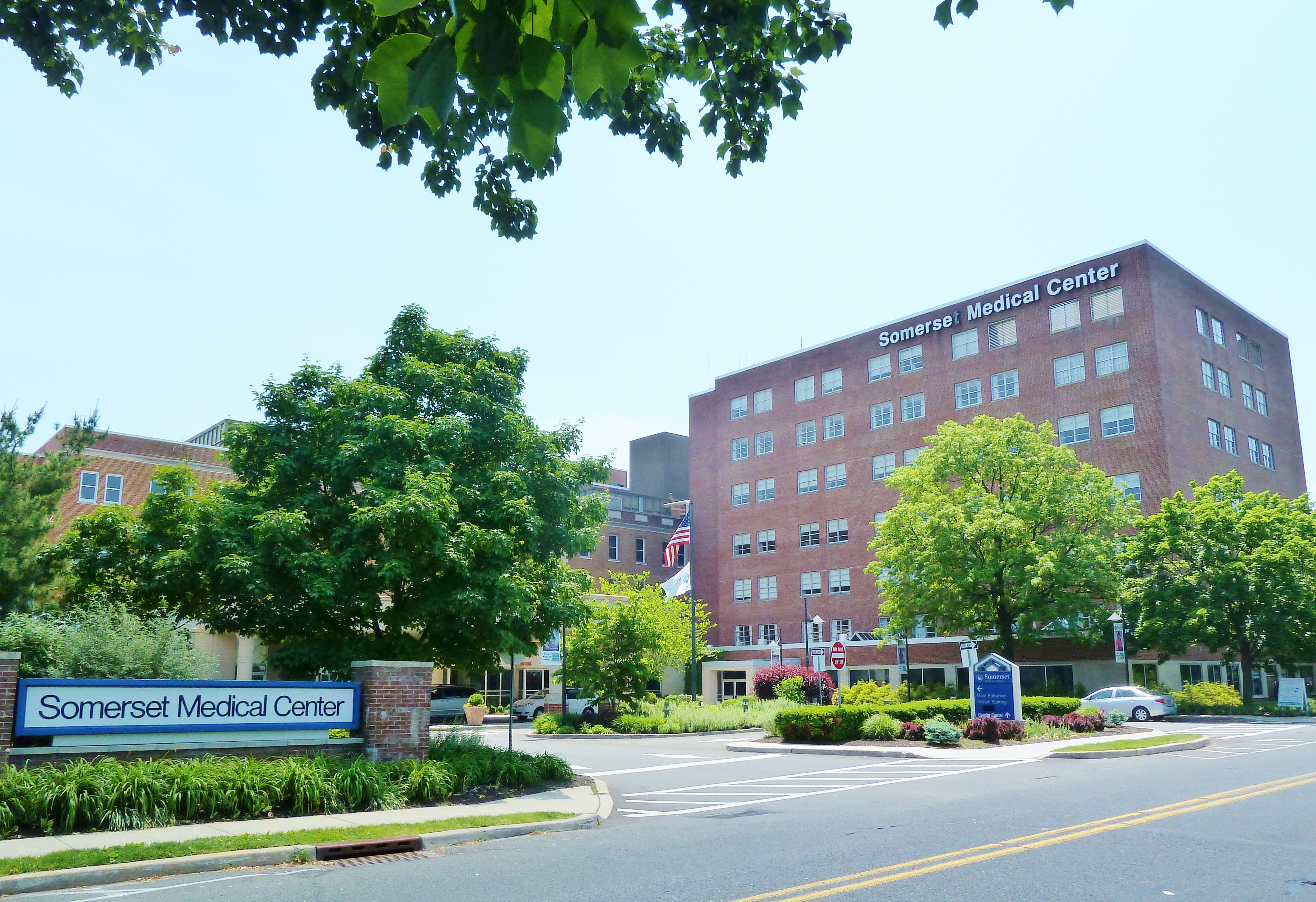
Centro Médico de Somerset

Los primeros asesinatos que Cullen posteriormente confesaría tuvieron lugar en el hospital de San Bernabé. El 11 de junio de 1988, administró a un paciente una sobredosis letal de un medicamento intravenoso. Finalmente confesaría haber matado a varios otros pacientes de dicho centro hospitalario, incluido uno con sida, que murió poco después de recibir una sobredosis de insulina. Cullen se fue de San Bernabé en enero de 1992, después de que las autoridades del hospital iniciaran  una investigación para descubrir la autoría de algunas bolsas de administración intravenosa que habían sido contaminadas. La investigación determinó que Cullen parecía ser el responsable de la muerte de docenas de pacientes que fallecieron en circunstancias anormales en dicho hospital.
Al mes de marcharse de San Bernabé, Cullen consiguió un puesto de trabajo en el Hospital Warren, en Phillipsburg, donde asesinaría a tres ancianas con sobredosis del fármaco cardiovascular digoxina. La última de estas víctimas dijo que "un enfermero sospechoso" le había inyectado algo mientras dormía, pero sus familiares y empleados del hospital descartaron tal alegación al pensar que carecía de credibilidad. Al año siguiente, Cullen se mudó a un apartamento en el sótano de un edificio en Phillipsburg, tras el divorcio de su mujer. Compartió la custodia de sus hijas. Cullen dijo que se planteó dejar la profesión en 1993, pero se vio obligado a continuar en ella debido a que el juez le había ordenado a pagar la manutención de sus hijas.
En marzo de 1993, Cullen irrumpió en la casa de una compañera de trabajo mientras ella y su hijo dormían, si bien se fue sin despertarlos. Luego comenzó a acosar a su exmujer, quien le pondría una denuncia en la comisaría de policía. Posteriormente, Cullen se declararía culpable de allanar la vivienda de su ex y recibió un año de libertad condicional. El día después de su arresto, Cullen intentó suicidarse nuevamente. Se tomó 2 meses de excedencia en su trabajo y recibió tratamiento por depresión en dos instituciones psiquiátricas, pero tuvo otros dos intentos de suicidio a finales de 1993. En septiembre de ese mismo año, una paciente oncológica de 91 años comunicó que Cullen, que no era su enfermero asignado, había entrado en su habitación y le había inyectado una aguja. Falleció al día siguiente. Su hijo denunció que su muerte no había sido natural y el Hospital Warren sometió a Cullen y a varios otros enfermeros a un detector de mentiras, que Cullen pasaría con éxito. Continuó trabajando en el Hospital Warren hasta la primavera siguiente.
Cullen comenzó un contrato de 3 años trabajando de enfermero en la unidad de cuidados intensivos cardiovasculares en el Centro Médico de Hunterdon, en Flemington. Alegó no haber herido a nadie durante los dos primeros años, si bien las historias médicas de los pacientes de ese período ya habían sido destruidas por el hospital en el momento de su detención en 2003. Confesó el asesinato también con sobredosis de digoxina de 5 pacientes entre enero y septiembre de 1996. Posteriormente, encontraría trabajo en el Hospital Morristown Memorial, pero lo despidieron al poco tiempo por su bajo rendimiento. Permanecería sin empleo seis meses, en los que dejó de abonar los pagos mensuales de manutención. Tras acudir por depresión a Urgencias del Hospital Warren, fue ingresado en una institución psiquiátrica durante un corto espacio de tiempo.
En febrero de 1998 fue contratado por el Centro de Enfermería y Rehabilitación Liberty, en Allentown, Pensilvania, en donde tenía a su cargo el ala de pacientes dependientes de respirador. En dicho centro Cullen fue acusado de administrar a los pacientes fármacos en horas no programadas. Fue despedido después de que lo hubieran visto entrar en la habitación de un paciente con jeringas en su mano, hecho que dejaría al paciente con un brazo roto, que no logró inyectar. Cullen causaría la muerte de un paciente en el Hospital Liberty, si bien otro enfermero acabaría acusado de la misma. Tras dejar este hospital, Cullen consiguió empleo en el Hospital Easton, en Easton, Pensilvania, desde noviembre de 1998 a marzo de 1999. El 30 de diciembre de 1998 volvería a causarle la muerte a otro paciente inyectándole digoxina. Una prueba de sangre realizada en la autopsia del paciente reveló cantidades letales de este fármaco, aunque una investigación interna en el hospital arrojó resultados no concluyentes al no haber pruebas suficientes que apuntaran a Cullen como responsable directo del crimen.
A pesar de sus antecedentes médicos de inestabilidad mental y del número de muertes a su paso por distintos hospitales, Cullen nunca dejaría de encontrar trabajo gracias a la falta de enfermeros que había en todo el país por aquel entonces. Además, no había un mecanismo en vigor para la identificación de enfermeros con problemas mentales o laborales. Preocupados por perder credibilidad, los hospitales se negaban a tomar acciones legales significativas contra Cullen.
En marzo de 1999, Cullen consiguió trabajo en la unidad de quemados del Hospital Lehigh Valley de Allentown, donde causó la muerte de un paciente e intentó asesinar a otro. Un mes después, renunció y aceptó un trabajo en la unidad cardiológica del Hospital San Lucas, en Bethlehem. Durante los 3 años posteriores, Cullen asesinaría al menos a 5 pacientes y se sabe que intentó asesinar a otros dos. El 11 de enero de 2000, intentó nuevamente suicidarse encendiendo un brasero en su bañera para morir por inhalación del monóxido de carbono resultante. Sus vecinos olieron el humo y llamaron de inmediato a los bomberos y a la policía. Fue trasladado a un hospital y posteriormente a una institución psiquiátrica, aunque regresaría a su casa al día siguiente.
Nadie sospechaba que Cullen estaba asesinando pacientes en el hospital San Lucas hasta que un compañero de trabajo suyo encontró viales con medicación en un cubo de la basura. Los fármacos hallados no eran de gran coste, ni tampoco eran usados como drogas recreativas, así que el robo de los mismos suscitó cierta curiosidad. Una investigación demostraría que Cullen los había robado. La institución médica le propuso un trato: si renunciaba a su cargo, le darían una recomendación neutral, de lo contrario sería despedido. Optó por renunciar y lo escoltaron hasta la puerta principal del edificio en junio de 2002. Varios compañeros de trabajo suyos en San Lucas alertarían posteriormente a la oficina del fiscal de Lehigh County de sus sospechas de que Cullen había estado usando fármacos para matar a pacientes. Los investigadores nunca revisaron el pasado de Cullen, y el caso fue desestimado nueve meses después debido a la falta de pruebas.
En septiembre de 2002, Cullen comenzó a trabajar en la unidad de cuidados de pacientes críticos en el Centro Médico de Somerset, en Somerville, Nueva Jersey. Por ese tiempo, comenzó a salir con una mujer que residía en dicha localidad, pero su depresión empeoró. Cullen asesinó al menos a 13 pacientes e intentó matar al menos a otro más a mediados de 2003 usando digoxina, insulina y epinefrina. El 18 de junio de 2003, Cullen intentó, sin éxito, asesinar al paciente Philip Gregor, que fue posteriormente dado de alta y vendría a fallecer seis meses después por causas naturales.
Al poco tiempo después, el hospital de Somerset comenzó a percatarse del extraño comportamiento de Cullen. Los sistemas de control del hospital mostraron que había estado accediendo a historiales médicos de pacientes no asignados a él. Sus colegas de trabajo comenzaron a verlo entrar y salir de las habitaciones de pacientes que no le correspondían. El sistema informático del que disponía el hospital para dispensar los fármacos a ser administrados a pacientes mostraron que Cullen solicitaba medicación no recetada a sus pacientes directos. Tales peticiones por parte de Cullen resultaban cuanto menos extrañas. Muchas de ellas aparecían como canceladas inmediatamente después de haber sido cursadas y algunas eran repetidas con escasos minutos de separación entre unas y otras. En julio de 2003, el director ejecutivo del Sistema de Información y Educación sobre Intoxicación Farmacológica de Nueva Jersey advirtió a los encargados del hospital de Somerset que al menos cuatro sobredosis sospechosas apuntaban a la posibilidad de que uno de sus empleados podría estar matando a pacientes. El hospital tardó hasta octubre para contactar a las autoridades policiales. Para entonces, Cullen ya había asesinado a otros 5 e intentado causar la muerte a un sexto paciente.
Cuando un paciente en el hospital de Somerset falleció por hipoglucemia en octubre de 2003, la gerencia alertó a la policía estatal de Nueva Jersey. Ese paciente sería la última víctima de Cullen. Los funcionarios del estado recriminaron al hospital por no haber comunicado una sobredosis no letal de insulina que Cullen había administrado en agosto. Una investigación posterior sobre el pasado laboral de Cullen revelaría antiguas sospechas de su intervención en la muerte de múltiples pacientes. Somerset despidió a Cullen el 31 de octubre de 2003, alegando que había mentido en su solicitud de trabajo. Su compañera de trabajo, Amy Loughren, alertó alarmada a la policía tras descubrir la petición histórica de fármacos dispensados que había cursado Cullen y cómo dichos medicamentos estaban vinculados a la muerte de los pacientes en su hospital. La policía lo mantuvo bajo vigilancia durante varias semanas hasta que pudiesen concluir la investigación. Los agentes le pusieron un micrófono a Loughren para que quedara y hablara con Cullen al salir del trabajo. Gracias a su colaboración se pudieron recabar pruebas suficientes para una causa probable que justificase su detención.

## Arresto y sentencia
Cullen fue detenido en un restaurante el 12 de diciembre de 2003 y se le imputaron un cargo por homicidio y otro por intento de homicidio. El 14 de diciembre confesó ante los detectives Dan Baldwin y Tim Braun que había asesinado a Florian Gall y había intentado matar a Jin Kyung Han, ambos pacientes de Somerset. Asimismo, Cullen le contó a los detectives que había matado a más de 40 pacientes en el transcurso de los 16 años de su vida laboral. En abril de 2004, en un juzgado de Nueva Jersey Cullen se declaró culpable de haber matado a 13 pacientes y de intentar quitarle la vida a otros dos mediante inyecciones letales mientras trabajaba en Somerset.
Como parte de un acuerdo de colaboración, Cullen prometió cooperar con las autoridades con la condición de que no solicitaran la pena de muerte por los crímenes que había cometido. Un mes después se declaró culpable del asesinato de otros 3 pacientes en Nueva Jersey. En noviembre de 2004 en un juzgado de Allentown, Cullen se declaró culpable de la muerte de 6 pacientes y de intentar matar a otros tres.
El 2 de marzo de 2006, Cullen fue condenado a 11 cadenas perpetuas consecutivas en Nueva Jersey, por lo que no tendrá derecho a libertad condicional hasta el año 2403. Actualmente, está cumpliendo su condena en la Prisión Estatal de Nueva Jersey, en Trenton. El 10 de marzo de 2006, Cullen fue llevado ante el juez del condado de Lehigh, William H. Platt, para una audiencia de una sentencia. En un momento determinado del proceso, Cullen le solicitó al juez que "dimitiera del caso", ya que lo acusó de haber hecho "comentarios poco éticos a la prensa sobre el asunto". El juez negó tal petición, a lo que Cullen respondió repitiendo cientos de veces la frase "Su señoría, tiene que retirarse". Se le ordenó a los funcionarios presentes que amordazaran a Cullen para poder continuar con el proceso, aunque intentó seguir repitiendo la frase aun estando amordazado. En esta audiencia, Platt lo condenó a otras 6 cadenas perpetuas. Como parte de su acuerdo de colaboración, Cullen trabajó con la policía en la identificación de otras víctimas.

## Motivo
Cullen alegó haberle administrado sobredosis a sus pacientes para evitarles ser catalogados como código azul o ser "codificados" por padecer paro cardíaco o respiratorio. Dijo a los detectives que no soportaba ser testigo presencial de los intentos médicos de salvarle la vida a un paciente. Cullen también alegó que había matado a pacientes para ponerle fin a su sufrimiento y evitarles que fueran "deshumanizados" por el personal del hospital. Sin embargo, no todas sus víctimas eran pacientes terminales. Algunos, como Gall, tenían pronósticos de mejoría antes de que Cullen los asesinara. La enfermera Lynn Tester, en una entrevista con la policía, describió a muchas de las víctimas de Cullen como "pacientes en vías de recuperación".
En vez de usar calmantes y estimulantes comunes, cuyo acceso estaba estrictamente controlado por los hospitales debido a que podían usarse como drogas recreativas, Cullen optó por emplear como armas para sus crímenes la digoxina y la insulina, fármacos que tenían poco uso fuera del ámbito hospitalario y eran menos proclives a llamar la atención.
Los investigadores dijeron que Cullen podría haberle causado sufrimiento a sus pacientes, si bien parecía no percatarse de ello, lo que contradecía sus comentarios de querer salvar a sus pacientes. Cullen dijo a los investigadores que, aunque muchas veces observaba durante días el sufrimiento de sus pacientes, la decisión de cometer cada asesinato era totalmente impulsiva. Dijo a los detectives en diciembre de 2003 que había vivido toda su vida en un continuo aturdimiento mental y que tenía escasos o nulos recuerdos de haber asesinado a la mayoría de sus víctimas.[cita requerida] Alegó poder recordar a cuántos había matado o por qué los había elegido. En algunos casos, Cullen negó enfáticamente haber cometido asesinatos en ciertos centros sanitarios, aunque tras revisar las historias médicas de los pacientes, confesó su autoría en la muerte de algunos de ellos.

## Impacto legal
Cullen logró moverse de institución en institución gracias en gran parte a la ausencia de un requisito que comunicara el comportamiento sospechoso del personal médico, y a la inadecuada protección legal de los empleados. Nueva Jersey y Pensilvania, como muchos estados, solicitaba a las instituciones sanitarias notificar muertes sospechosas solo en los casos más críticos, y las penalizaciones por no hacerlo eran leves. Muchos estados no autorizaban a los investigadores para que averiguasen en qué empresa había trabajado un empleado con anterioridad.
Los empresarios rehuían de la investigación de incidentes o de dar una mala referencia de sus empleados por miedo a que tales acciones desencadenasen en una demanda legal. De acuerdo con los detectives y el propio Cullen, varios hospitales sospechaban de que estaba haciendo daño o asesinando a pacientes, pero no tomaron las acciones legales correspondientes. Tras la condena de Cullen, muchos hospitales en los que había trabajado fueron demandados por las familias de sus víctimas. Los archivos de estas demandas contra los hospitales de Nueva Jersey (que todas se arreglaron fuera del juzgado) se encuentran bajo secreto de sumario.
En algunos casos, algunos empleados tomaron la iniciativa de tratar de prevenir que Cullen fuera contratado, o de motivar su despido. Algunos contactaron secretamente con los hospitales, o hablaron en privado con sus gerentes para tratar de alertarlos de que no debían contratar a Cullen. Cuando este aceptó un trabajo en junio de 2001 en el Hospital del Sagrado Corazón en Allentown, una enfermera que había oído rumores sobre él en el Hospital Easton alertó a sus compañeros. Amenazaron con una renuncia masiva si Cullen no era inmediatamente alejado del cargo, y así fue.
Alertados por el caso de Cullen, Pensilvania, Nueva Jersey y otros 35 estados adoptaron nuevas leyes que obligan a los instituciones médicas contratantes a proporcionar un reporte sincero del rendimiento laboral de sus empleados y que proporciona protección legal a estos cuando presentan un reporte veraz. Las leyes de Nueva Jersey, sobre todo, sirvieron de modelo y fueron adoptadas por el resto de estados. Primero, el Acta de Seguridad del Paciente, en 2004, incrementó la responsabilidad de los hospitales para notificar "eventos adversos serios prevenibles". El Acta de Mejora de 2005, fue un suplemento a la anterior, y exigió que los hospitales notificaran cierta información acerca de sus empleados a la División de Asuntos del Consumidor de Nueva Jersey. También dictaminó que las quejas y las historias médicas asociadas al cuidado de los pacientes sean almacenadas durante muchos años.

## Repercusión mediática
La película de 2008, "Killer Nurse", escrita y dirigida por Ulli Lommel, está en parte basada en Cullen.
El guion de la película "The Good Nurse" fue adaptada por Krysty Wilson-Cairns a partir del libro "The Good Nurse: A True Story of Medicine, Madness and Murder" (El buen enfermero: una historia verdadera de medicina, locura y asesinatos) escrito por Charles Graeber, y fue dirigida por Tobias Lindholm e interpretada por los actores Jessica Chastain y Eddie Redmayne.
El documental "Capturing the Killer Nurse", de Tim Travers Hawkins (2022), escrito  a partir del mismo libro, explica como Charles Cullen fue arrestado.